# Miðvágs Bóltfelag
El Miðvágs Bóltfelag, también conocido com MB, es un club de fútbol de la localidad de Miðvágur, Vágar, Islas Feroe. El equipo disputa sus partidos como local en la MB Arena y juega en la 2. deild, la tercera categoría del fútbol feroés.

## Historia
El club fue fundado el 21 de enero de 1905. En 1993, el club se fusionó con el SÍF Sandavágur para formar el FS Vágar. Después de que la fusión colapsó en 2004, MB se trasladó a la cuarta división para comenzar de nuevo.
En su primer año como club sénior en más de una década, MB demolió toda la oposición en la cuarta división, terminando el año con una paliza de 7-2 contra el equipo de la cuarta división de HB, compuesto principalmente por veteranos que en una etapa anterior de su carrera tuvieron jugó para el primer equipo de HB. Figuras notables en el fútbol feroés, como Gunnar Mohr y Kaj Leo Johannesen jugaron en este equipo.
MB jugó en la segunda división feroesa (tercer nivel), después de una temporada decepcionante en 2007, terminando en el séptimo lugar.
En 2008, MB parecía un lado más seguro y terminó tercero en la División 2, aunque todavía hay un debate en curso sobre si terminaron segundo o tercero debido a que el equipo AB terminó segundo usando jugadores ilegales.

## Palmarés
- 1. deild: 3

1977, 1982, 1989
- 2. deild: 1

2014
- 3. deild: 1

2015